# Asamblea de Cataluña

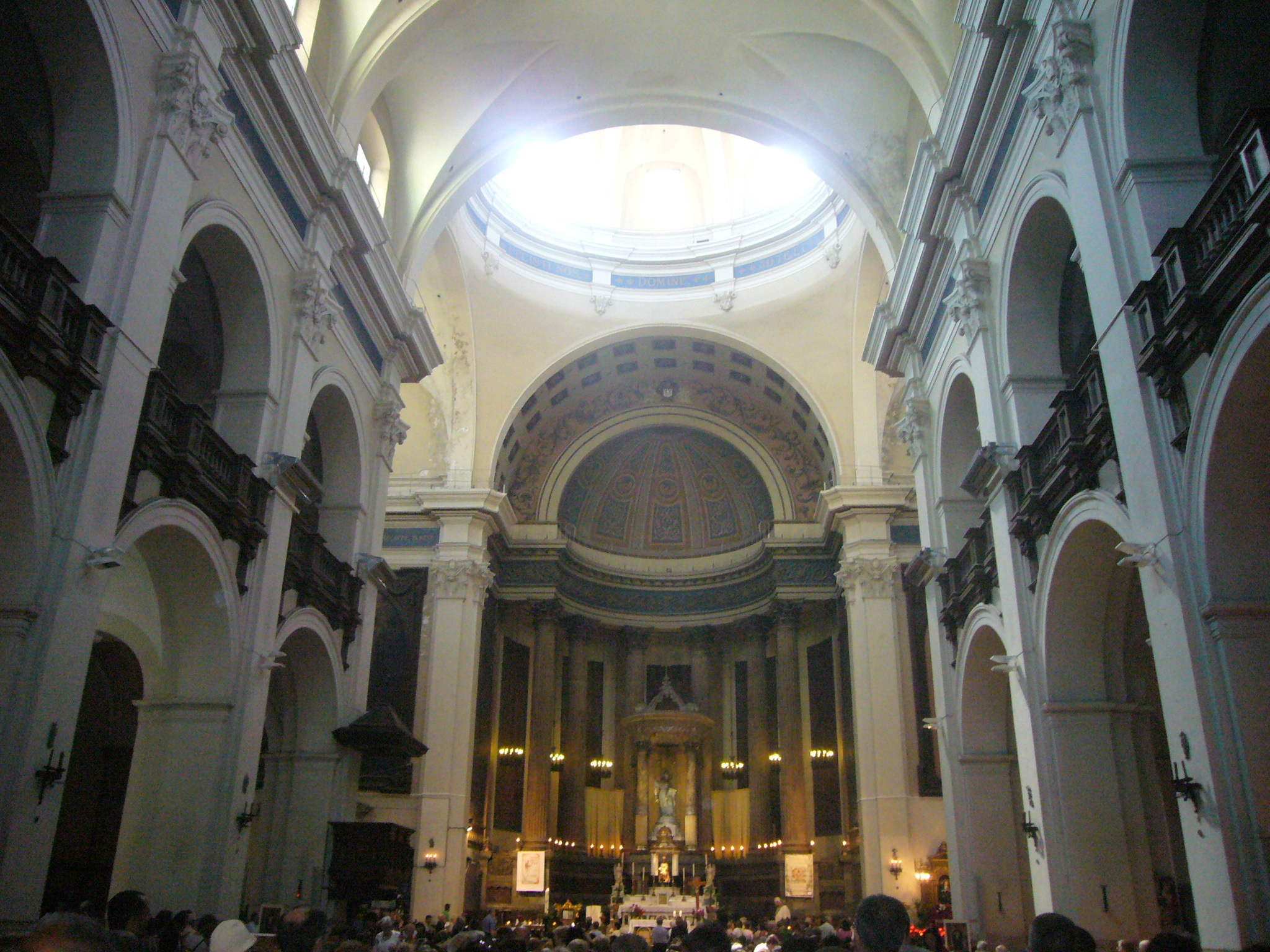
Interior de la Iglesia de San Agustín del barrio de El Raval de Barcelona donde el 7 de noviembre de 1971 se constituyó la Asamblea de Cataluña.

La Asamblea de Cataluña (en catalán Assemblea de Catalunya) fue un organismo unitario de la oposición antifranquista de Cataluña creado en noviembre de 1971. Sus reivindicaciones fundamentales fueron la exigencia de libertades democráticas, la amnistía general para los presos políticos y la consecución del estatuto de autonomía, que quedaron sintetizadas en el célebre lema de Llibertat, Amnistia, Estatut d'Autonomia. Además de los partidos políticos —todos ellos clandestinos—, formaron parte de ella fuerzas de diversa índole, como organizaciones sindicales, grupos profesionales, representantes del movimiento universitario, del movimiento vecinal, grupos confesionales cristianos, asambleas comarcales, etc., de ahí el enorme eco social que tuvo. Los objetivos de la Asamblea se alcanzaron durante la transición democrática especialmente cuando las Cortes aprobaron el Estatuto de Autonomía de Cataluña de 1979. 

## Antecedentes

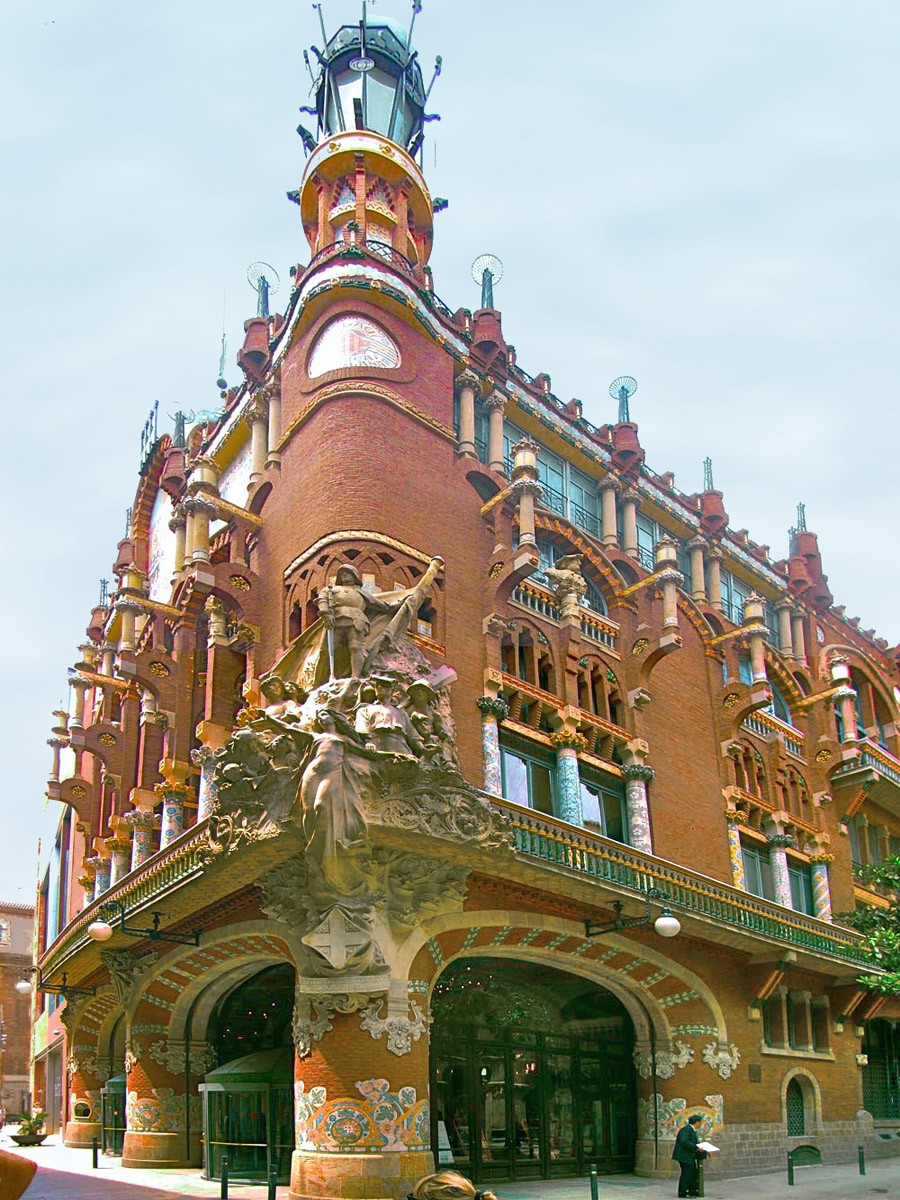
Palacio de la Música Catalana donde tuvo lugar la protesta conocida como los sucesos del Palau de la Música de 1960, 51 años después de que en ese mismo lugar se aprobara el primer proyecto de Estatuto de Autonomía para Cataluña propuesto por la Mancomunidad de Cataluña.

Habiendo conseguido sobrevivir a la dura represión de las dos primeras décadas de la dictadura, la oposición antifranquista resurgió a partir de 1960. El acto fundacional, en cuanto al catalanismo político, se suele situar en los sucesos del Palau de la Música de Barcelona de mayo de 1960, durante los cuales el público asistente a un acto celebrado en el Palacio de la Música Catalana presidido por varios ministros franquistas cantó el Cant de la senyera, que funcionaba como himno alternativo al prohibido Els Segadors. Como presunto responsable de la protesta fue detenido, juzgado y condenado por un tribunal militar a siete años de cárcel Jordi Pujol, a quien también se acusó de ser el autor del panfleto Us presentem al general Franco.
En esos años el partido de oposición con mayor implantación fue el PSUC y el primer acontecimiento político importante fue La Capuchinada de 1966, así llamada por el convento de los capuchinos de Sarrià que la policía rodeó para proceder a detener a los promotores del ilegal y clandestino Sindicato Democrático de Estudiantes de la Universidad de Barcelona que estaban allí reunidos junto con un grupo de intelectuales, quienes entre otras cosas reivindicaban el deber de las universidades de «acoger a las lenguas y culturas nacionales y responsabilizarse de su desarrollo y consolidación».

## Nacimiento
Como consecuencia de las acciones emprendidas para conseguir la libertad de los detenidos en la Capuchinada, se fundó la Taula Rodona, un organismo que agrupaba a toda la oposición antifranquista y del que también formó parte el PSUC, por primera vez desde el final de la Guerra Civil, precedente de la Coordinadora de Forces Polítiques de Catalunya, fundada en 1969 e integrada por el Front Nacional de Catalunya, el Moviment Socialista de Catalunya, Unió Democrática de Catalunya y el PSUC. En su manifiesto fundacional la Coordinadora reclamó la amnistía y las libertades políticas y sindicales, así como el restablecimiento del Estatuto de Autonomía de 1932 y la convocatoria de Cortes constituyentes, como paso previo al reconocimiento del derecho de autodeterminación que se extendía a todos los pueblos del Estado español. Con la fundación de este organismo unitario de toda la oposición y la presentación de un programa conjunto «el antifranquismo catalán [se situó] a la cabeza de la oposición española».
Como medio de protesta por el proceso de Burgos la Coordinadora organizó en diciembre de 1970 una Assemblea d'Intel•lectuals celebrada en el Monasterio de Montserrat, cuyo éxito condujo a la formación en noviembre del año siguiente de la Asamblea de Cataluña, «la creación más original y culminante del antifranquismo catalán». Además de los partidos de la Coordinadora se integraron en ella el PSAN —una escisión del Front Nacional de Catalunya—, el PSOE, los sindicatos CC OO y UGT, así como diversos colectivos profesionales y sociales, además de entidades legales y personas independientes.

## Objetivos y actuaciones

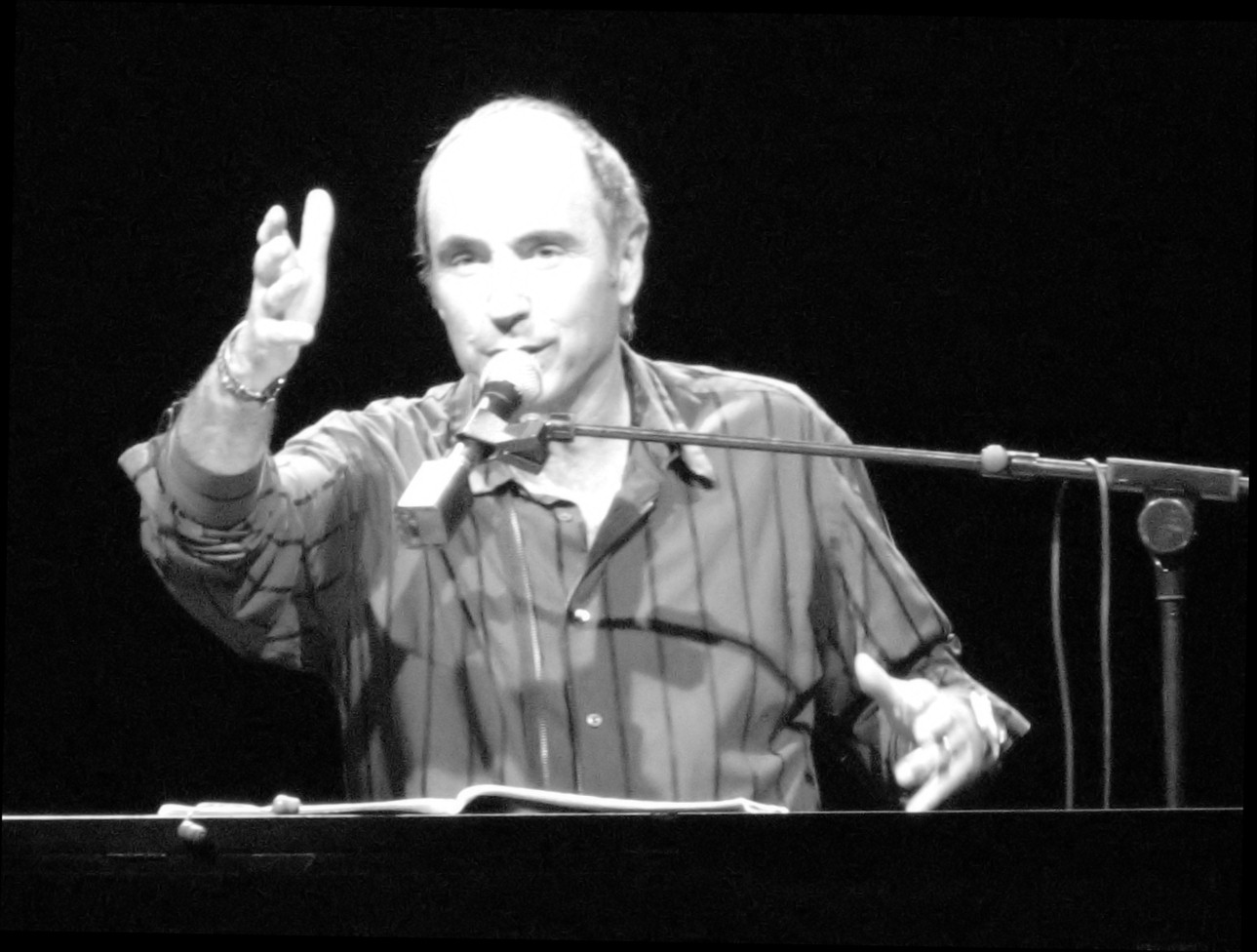
Lluís Llach, uno de los principales representantes de la Nova Cançó, en una actuación en el Olympia de París, 2006. Su canción L'Estaca compuesta en 1968 se convirtió en un himno de la oposición antifranquista.

El programa de la Asamblea se sintetizó en el lema Llibertat, Amnistía, estatut d'autonomia que alcanzó una gran popularidad —su primera campaña Per què l'Estatut de 1932? iniciada en mayo de 1972 obtuvo un notable éxito—, extendiendo su influencia por todo el territorio catalán con más de 40 delegaciones, a pesar de que su comisión permanente fue detenida por la policía en 1973 (113 personas) y el 8 de septiembre de 1974 (67 personas).  «Su mayor éxito fue sacar la reivindicación democrática y nacionalista del gueto de los partidos a la calle constatando su implantación social. La Assemblea invirtió la situación: hasta entonces los grupos clandestinos tenían que eludir la represión, con ella el problema era del Gobierno que tenía que combatir en la calle una plataforma ilegal y provocadora, que atraía un número creciente de ciudadanos». Y por otro lado «condenó al fracaso inmediato, faltas de todo tipo de apoyo social, las tentativas de constituir grupos de lucha armada a imagen de ETA como el Front d'Alliberament de Catalunya (FAC), fundado en 1969, que realizó diversos atentados terroristas hasta 1971, la Organització de Lluita Armada (OLLA) surgida en 1972 o el Exèrcit Popular Català (EPOCA), bautizado con este nombre por las notas policiales».
Un momento crítico en la historia de la Asamblea fue la Caiguda dels 113' ('Caída de los 113'). El 28 de octubre de 1973 la policía franquista detuvo en la Parroquia de Santa María Mitjancera de la ciudad de Barcelona a 113 personas, representantes de partidos políticos y sindicatos clandestinos pero también de colegios profesionales y asociaciones de vecinos. Inmediatamente se inició en Cataluña una gran movilización ciudadana de apoyo a los detenidos y se inició una campaña de solidaridad que tuvo resonancia internacional.
Tras la muerte del general Franco en noviembre de 1975, la Asamblea de Cataluña incrementó su campaña a favor de la Llibertat, Amnistia i Estatut d'Autonomía que se tradujo en las dos manifestaciones celebradas en Barcelona los días 1 y 8 de febrero de 1976 y que fueron duramente reprimidas por la policía. Aprovechando el mayor margen de libertad otorgado por el nuevo gobierno de Adolfo Suárez formado en julio, se organizó a lo largo del verano de ese año la Marxa de la Llibertat impulsada por el sacerdote Lluís Maria Xirinacs —que resultaría elegido senador en las primeras elecciones democráticas de junio de 1977— que recorrió no sólo Cataluña sino también Valencia y Baleares con el lema Poble català, posa't a caminar y que en ocasiones fue reprimida por la policía. Sin embargo el protagonismo de la lucha por las libertades pasó a los partidos políticos que en diciembre de 1975 habían constituido el Consell de Forces Polítiques de Catalunya, sucesor de la Coordinadora. Fue este organismo el que negoció con el gobierno de Suárez la conmemoración del primer 11 de septiembre en libertad desde el final de la guerra civil. El permiso fue concedido en el último momento y aun así más de 100.000 personas se reunieron en San Baudilio de Llobregat, lugar de nacimiento del conseller en cap de 1714 Rafael Casanova, mientras que las manifestaciones convocadas en otras localidades eran brutalmente reprimidas por la policía.

### Puntos programáticos
Los cuatro puntos programáticos de la Asamblea de Cataluña fueron los siguientes:
- La reivindicación de libertades sociales y políticas,
- Una amnistía para los presos políticos de la dictadura,
- El restablecimiento en Cataluña del Estatuto de Autonomía de 1932 con todas las instituciones implícitas, como paso previo para la autodeterminación
- Procurar coordinar estas acciones con las organizaciones democráticas del resto del estado español.

## Disolución

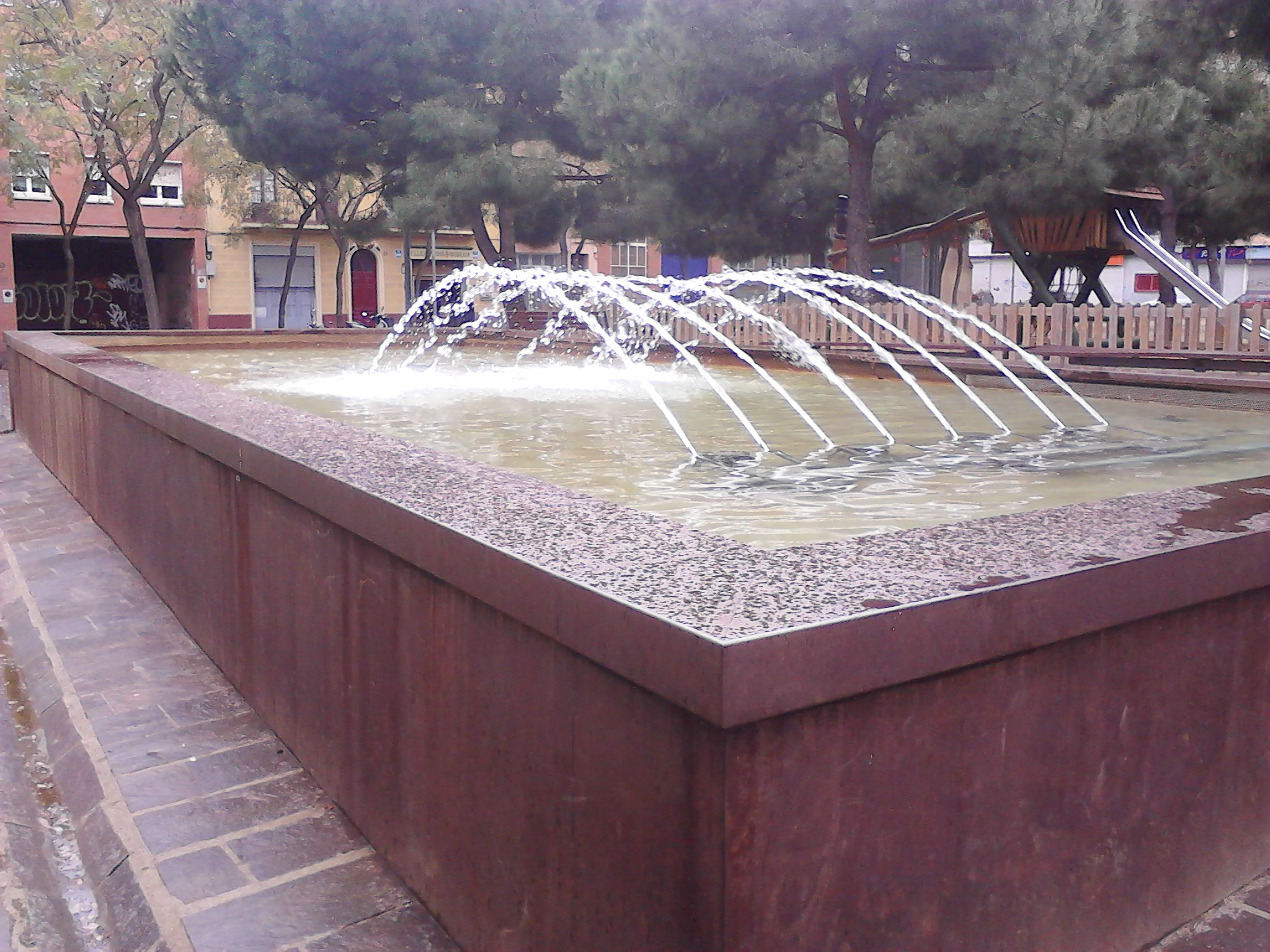
Fuente de la Asamblea de Cataluña en la plaza del mismo nombre en el barrio de La Sagrera de Barcelona. Obra de la arquitecta Olga Tarrassó. La plaza recibió este nombre el año 1982 por estar situada ceca de la parroquia de Cristo Rey donde en 1971 se hizo el primer intento de constitución de la Asamblea de Cataluña.

La Asamblea de Cataluña se disolvió tras la celebración de las  elecciones generales de junio de 1977 que en Cataluña arrojaron un resultado diferente al del conjunto de España, ya que ganó la izquierda: el Partit Socialista de Catalunya-Congrés, coaligado con el PSOE, fue la fuerza más votada, y obtuvo 15 diputados; el PSUC, 8; y la coalición Esquerra de Catalunya, encabezada por Esquerra Republicana de Cataluña, que no pudo presentarse con sus propias siglas a las elecciones, 1. El partido del gobierno Unión de Centro Democrático (UCD), que ganó en toda España, quedó en tercer lugar con nueve escaños, siendo superado no solo por el PSC-C (PSOE) sino también por el Pacte Democràtic per Catalunya encabezado por Convergència Democràtica de Catalunya, un partido fundado por Jordi Pujol en 1974 que aglutinaba al catalanismo progresista de raíz católica. El resultado en el Senado fue aún más contundente pues la coalición de la izquierda Entesa dels Catalans consiguió los doce escaños a los que optaba, y al grupo se sumaron otros tres senadores independientes, sumando un total de 15 sobre los 16 que le correspondían a Cataluña.
Diez días después de celebrarse las elecciones se constituía la Assemblea de Parlamentaris, que reunía a todos los diputados y senadores catalanes, que reclamó la restauración del Estatuto de Autonomía de 1932.